# Força de Emergência das Nações Unidas
A Força de Emergência das Nações Unidas (em inglês:  United Nations Emergency Force, UNEF) foi uma operação militar e de manutenção da paz estabelecida pela Assembleia Geral das Nações Unidas para garantir o fim da Crise de Suez de 1956 por meio do estabelecimento de forças de paz internacionais na fronteira entre o Egito e Israel.
Aprovada pela resolução 1001 (ES-I) de 7 de novembro de 1956, a UNEF foi desenvolvida em grande medida como resultado dos esforços do secretário-geral da ONU, Dag Hammarskjöld, e de uma proposta do ministro canadense das Relações Exteriores, Lester B. Pearson, que mais tarde ganharia o Prêmio Nobel da Paz por isso.
A Assembléia Geral havia aprovado um plano apresentado pelo Secretário-Geral que previa o desdobramento da UNEF em ambos os lados da linha do armistício; o Egito aceitou receber as forças da ONU, mas Israel recusou.
Em maio de 1967, o Egito pediu que a UNEF deixasse o Egito; quando as tropas começaram a evacuar nos dias seguintes, Israel invadiu o Egito em 6 de junho de 1967, iniciando a Guerra dos Seis Dias e causando a morte de um sargento brasileiro, Carlos Adalberto Ilha de Macedo, e 14 soldados da paz indianos - 16 outros indianos e um brasileiro da UNEF também ficaram feridos.
Apesar de ser uma força simbólica, de tamanho diminuto, armada apenas com armas leves e podendo disparar apenas se fossem alvejados primeiro, a UNEF cumpriu a sua missão com sucesso, minimizando o número de confrontos entre os lados egípcio e israelense. A Assembléia-Geral da ONU posteriormente estabeleceu uma Segunda Força de Emergência das Nações Unidas em 1973 em resposta à Guerra do Yom Kippur.

## História
A primeira força militar da ONU de seu tipo, a missão da UNEF era:

"... entrar no território egípcio com o consentimento do governo egípcio, a fim de ajudar a manter a calma durante e após a retirada das forças não egípcias e garantir o cumprimento dos demais termos estabelecidos na resolução ... para cobrir uma área que se estende aproximadamente do Canal de Suez às Linhas de Demarcação do Armistício estabelecidas no Acordo de Armistício entre Egito e Israel."

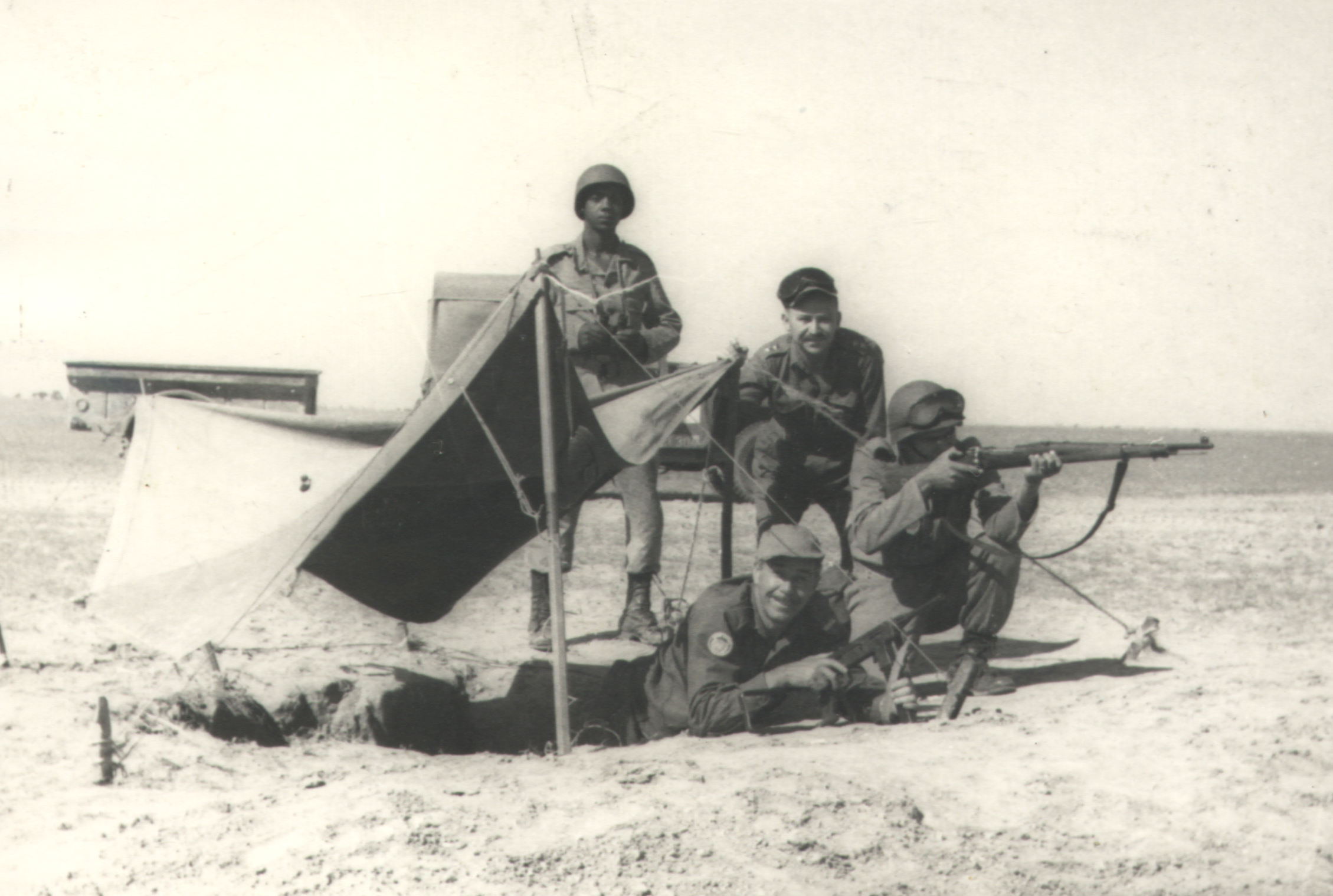
Soldados brasileiros da UNEF no Sinai, 1957.

A UNEF foi formada sob a autoridade da Assembléia Geral e estava sujeita à cláusula de soberania nacional, Artigo 2, Parágrafo 7, da Carta da ONU. Um acordo entre o governo egípcio e o secretário-geral, The Good Faith Accords (Os acordos de boa fé), ou Good Faith Aide-Mémoire (Folha de referência de boa fé), colocou a força da UNEF no Egito com o consentimento do governo egípcio.

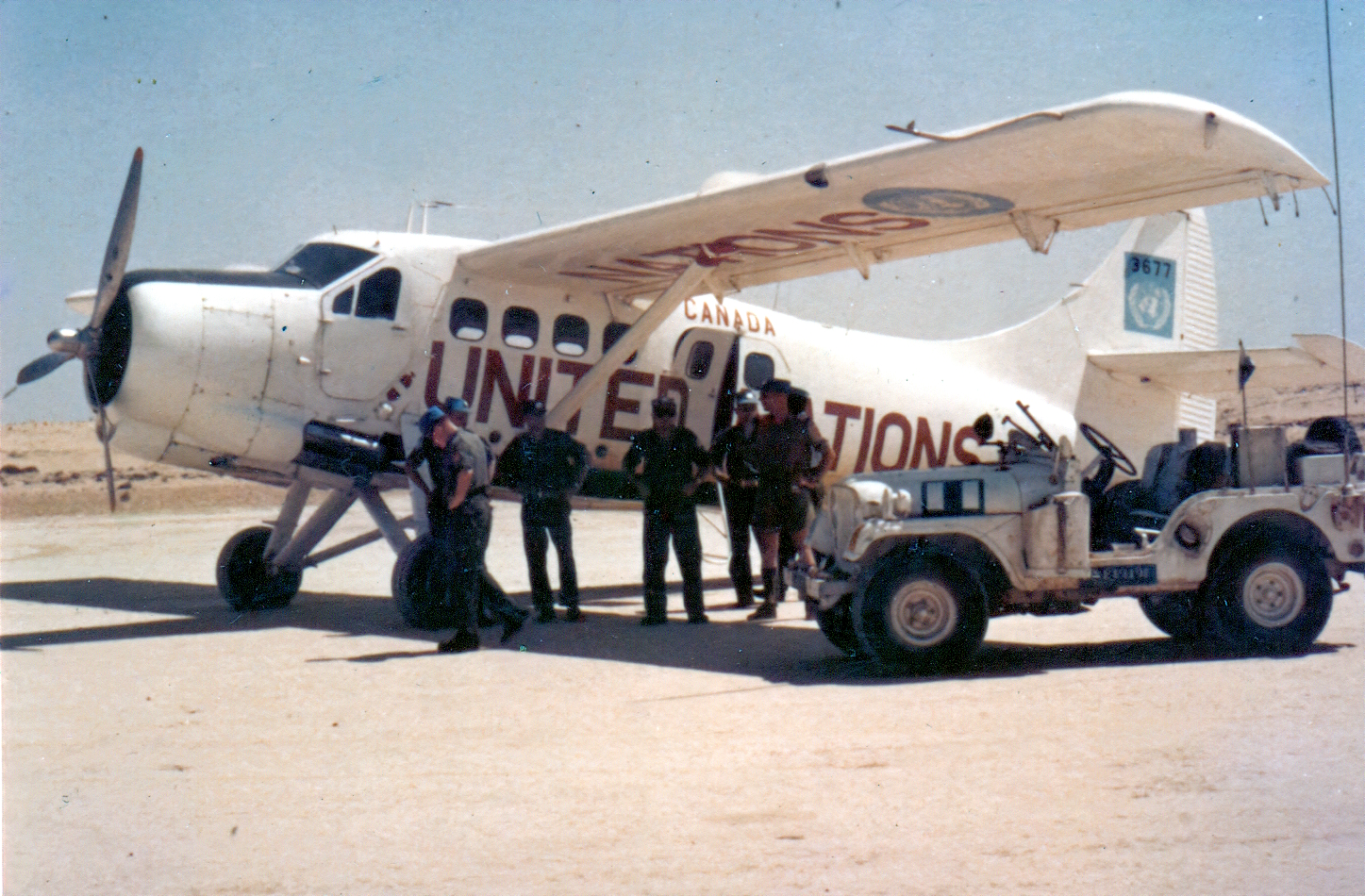
Tripulação do tenente-aviador Lynn Garrison com um avião DHC-3 Otter da UNEF no Sinai, 1962.

Uma vez que as resoluções operativas da ONU não foram aprovadas sob o Capítulo VII da Carta das Nações Unidas, o desdobramento planejado de forças militares teve que ser aprovado pelo Egito e Israel. O primeiro-ministro de Israel se recusou a restaurar as linhas do armistício de 1949 e afirmou que sob nenhuma circunstância Israel concordaria com o estacionamento de forças da ONU em seu território ou em qualquer área que ocupasse. Após negociações multilaterais com o Egito, onze países se ofereceram para contribuir com uma força do lado egípcio da linha de armistício:
- Brasil,
- Canadá,
- Colômbia,
- Dinamarca,
- Finlândia,
- Índia,
- Indonésia,
- Noruega,
- Suécia e
- Iugoslávia.

Apoio também foi fornecido pelos Estados Unidos, Itália e Suíça. O cessar-fogo foi estabelecido em 7 de novembro de 1956 e as primeiras forças chegaram ao Cairo em 15 de novembro; a UNEF contava com sua força total de 6.073 homens em fevereiro de 1957. Quando as forças anglo-francesas se retiraram em 22 de dezembro, a UNEF assumiu suas posições. A força foi totalmente desdobrada em áreas designadas ao redor do Canal de Suez, no Sinai e em Gaza, quando Israel retirou suas últimas forças de Rafá em 8 de março de 1957. O secretário-geral da ONU procurou posicionar as forças da UNEF no lado israelense das linhas de armistício de 1949, mas isso foi rejeitado por Israel.
Em 1º de março de 1957, Golda Meir falou na Assembléia-Geral da ONU dizendo que a retirada israelense de Gaza e Sharm-el-Sheik estava condicionada ao cumprimento das duas condições críticas de que a ONU administraria a Faixa de Gaza até que Israel e o Egito concluíssem um tratado de paz definitivo, e que a UNEF ficaria responsável por preservar tanto o cessar-fogo quanto o acesso israelense ao Estreito de Tiran. Caso Israel fosse negado novamente este acesso, então ele teria o direito a responder militarmente, conforme o Artigo 51 da Carta das Nações Unidas. Israel concordou em recuar de Gaza sob a promessa de que esta seria ocupada pela UNEF e administrada pela ONU, mas para o seu desalento, manifestações inspiradas pelo egípcios levaram a ONU a recuar e o Egito assumiu o comando de Gaza novamente. A UNEF manteve-se ao longo da fronteira de Gaza com Israel. Sharm-el-Sheik foi entregue à UNEF em 8 de março de 1957.

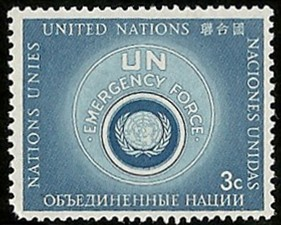
Selo postal das Nações Unidas - de 1957 - sobre a UNEF em quatro línguas: inglês, russo, francês e espanhol.

A missão foi direcionada para ser realizada em quatro fases:
1. Em novembro e dezembro de 1956, a força facilitou a transição ordenada na área do Canal de Suez quando as forças britânicas e francesas partiram.
2. De dezembro de 1956 a março de 1957, a força facilitou a separação das forças israelenses e egípcias e a evacuação israelense de todas as áreas capturadas durante a guerra, exceto Gaza e Sharm-el-Sheik.
3. Em março de 1957, a força facilitou a saída das forças israelenses de Gaza e Sharm-el-Sheik.
4. Desdobramento junto às fronteiras para efeitos de observação. Esta fase terminou em maio de 1967.

Os soldados da UNEF trabalharam guarnecendo a linha do cessar-fogo, realizando trocas de prisioneiros, reparando estradas danificadas e removendo minas terrestres no Sinai. Devido a restrições financeiras e mudanças nas necessidades, a força encolheu ao longo dos anos para 3.378 soldados em maio de 1967.

### Fim da missão

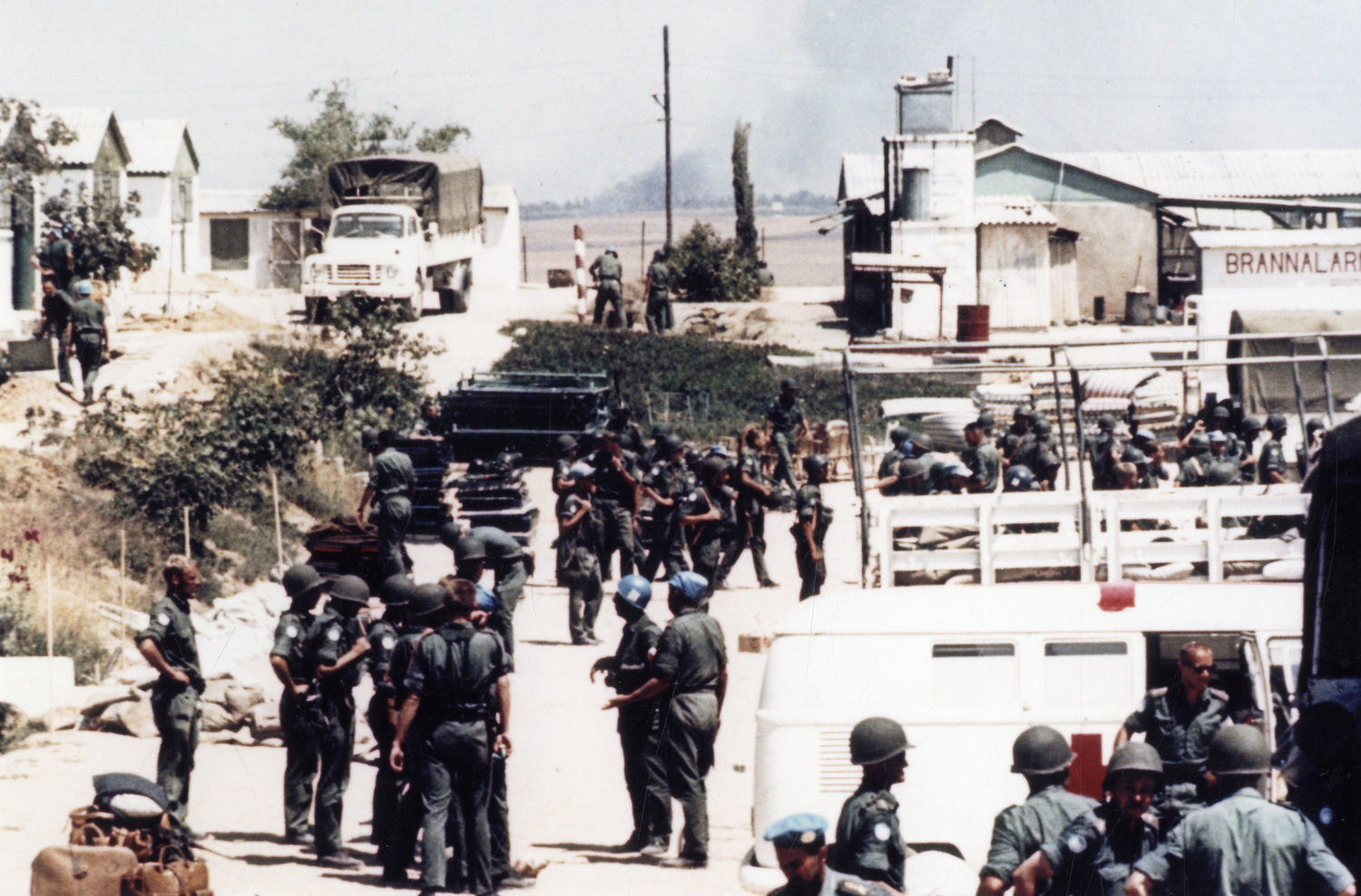
Soldados pacificadores suecos evacuando sua posição na Colina 88 durante a Guerra dos Seis Dias.

Em 16 de maio de 1967, o governo egípcio ordenou que todas as forças das Nações Unidas – na época, compostas principalmente por contingentes militares do Brasil, Canadá e Índia, com um contingente sueco menor – saíssem do Sinai. O secretário-geral U Thant tentou redistribuir a UNEF para áreas no lado israelense da fronteira, a fim de manter uma área tampão, mas isso foi rejeitado por Israel. U Thant em suas memórias descreve como encontrou com o Embaixador Gideon Rafael, representante permanente de Israel na ONU, em 18 de maio de 1967 e perguntou a ele, "no caso do pedido oficial da República Árabe Unida para a retirada da UNEF, se o governo de Israel concordaria em permitir o posicionamento da UNEF no lado israelense da linha..." O embaixador recusou, declarando que tal proposta era "totalmente inaceitável" para seu governo. Thant afirmou mais tarde que se Israel tivesse concordado em permitir que a UNEF ficasse estacionada em seu lado da fronteira, "mesmo que por um curto período, o curso da história poderia ter sido diferente. Esforços diplomáticos para evitar a catástrofe iminente poderiam ter prevalecido; a guerra poderia ter sido evitada."
Em 31 de maio, o contingente canadense já havia sido completamente evacuado por via aérea, com os contingentes brasileiro, indiano e sueco ainda se preparando para a evacuação, quando Israel invadiu o Egito em 5 de junho de 1967, iniciando a Guerra dos Seis Dias. O último pacificador das Nações Unidas deixou a região em 17 de junho.

## Baixas da UNEF

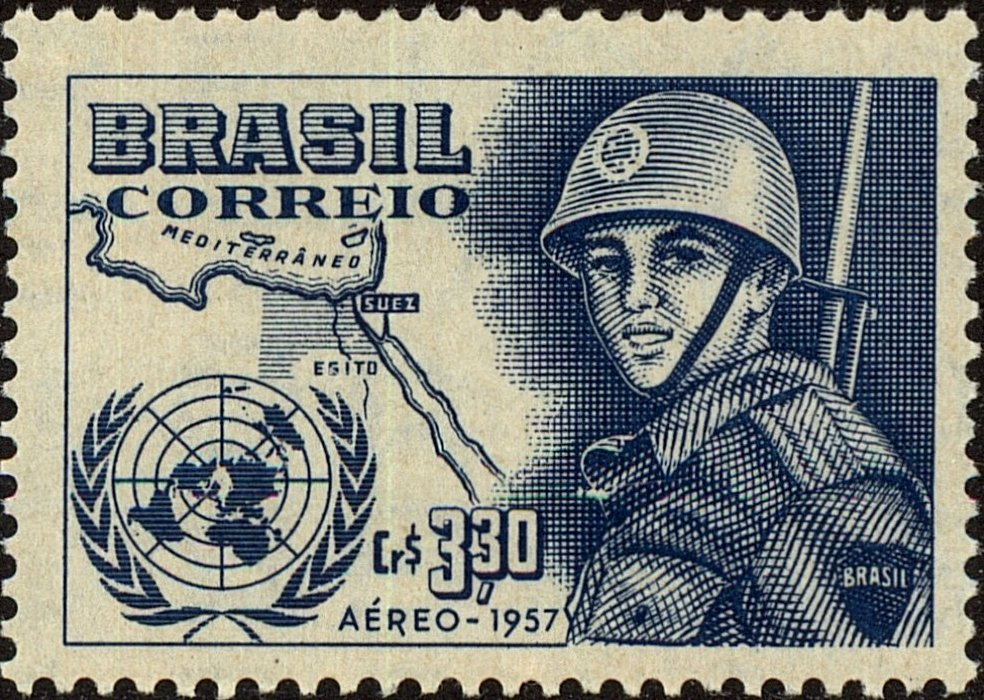
Selo comemorativo brasileiro do Batalhão Suez das Nações Unidas, 1957.

Durante o ataque surpresa israelense, o cabo brasileiro Carlos Adalberto Ilha de Macedo foi morto no ataque a Rafá; sendo postumamente promovido ao posto de sargento. Os militares indianos da UNEF mortos nos ataques israelenses foram:
1. Capitão Vijay Sachar,
2. Subahdar Ajit Singh,
3. Sepoy Sohan Singh,
4. Sepoy Joginder Singh,
5. Sepoy Pritam Singh,
6. Sepoy Sadhu Singh,
7. Sepoy Mohinder Singh,
8. Bandsman Gopal Singh,
9. Sepoy Mukhtiar Singh,
10. L/ Naik Sulakhan Singh,
11. Sepoy Jit Singh,
12. Sepoy G. K. Kutty,
13. Nce Sona Baitha e
14. Sepoy Zora Singh.

## Medalha da UNEF
Uma medalha da ONU foi criada para premiar as tropas que serviram na missão, chamada Medalha da UNEF. Esta medalha era redonda em bronze, com o anverso tendo o símbolo da ONU em relevo com a adição das letras curvas "UNEF", enquanto o reverso é liso com as palavras em inglês "In the Service of Peace" ("A serviço da paz"). Essa medalha não tem barra. A fita tem um fundo amarelo de cor de areia, simbolizando o Sinai com uma ampla faixa central azul da ONU. Duas linhas finas em azul escuro e verde aparecem em cada extremidade da fita, o azul representando o Canal de Suez e o verde, o Vale do Nilo. Essa medalha foi concedida por 90 dias de serviço consecutivo na UNEF entre 07 de novembro de 1956 a 17 de junho de 1967.

## Comandantes da Força

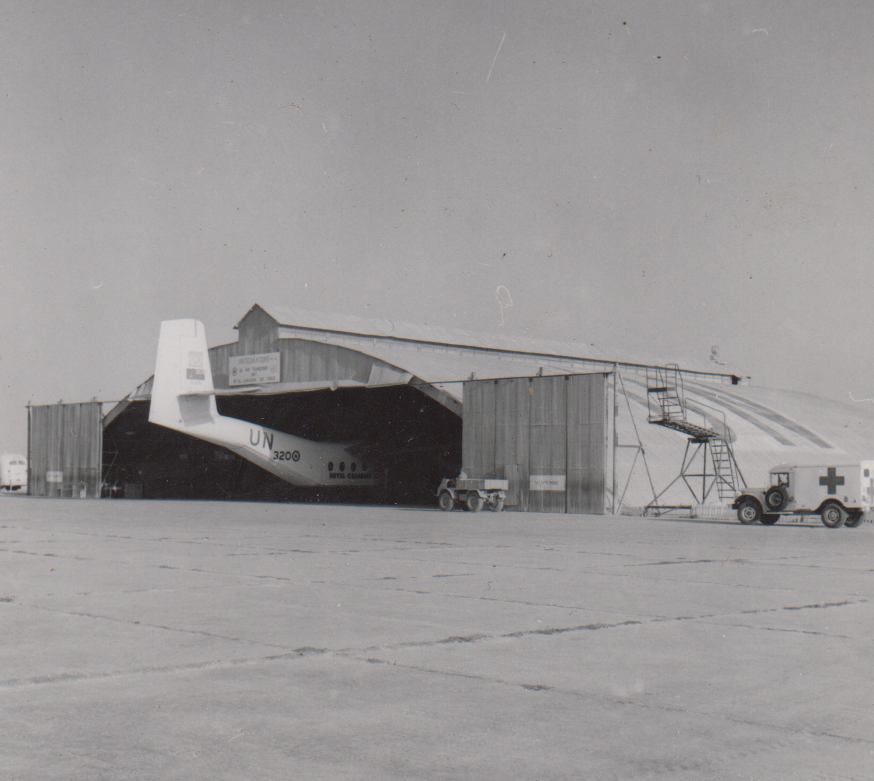
Avião DHC-4 Caribou da UNEF estacionado em um hangar em El-Arish, 1962.

Os comandantes da força ficavam estacionadas na cidade de Gaza.
| Comandante                           | País       | Período                             |
| ------------------------------------ | ---------- | ----------------------------------- |
| Tenente-General E.L.M Burns          | Canadá     | Novembro de 1956 a Dezembro de 1959 |
| Tenente-General P.S Gyani            | Índia      | Dezembro de 1959 a Janeiro de 1964  |
| Major-General Carlos F. Paiva Chaves | Brasil     | Janeiro de 1964 a Agosto de 1964    |
| Coronel Lazar Mušicki (em exercício) | Iugoslávia | Agosto de 1964 a Janeiro de 1965    |
| General Syzeno Sarmento              | Brasil     | Janeiro de 1965 a Janeiro de 1966   |
| Major-General Indar J. Rikhye        | Índia      | Janeiro de 1966 a Junho de 1967     |